# Cylindrocarpostylus gregarius
Cylindrocarpostylus gregarius är en svampart som först beskrevs av Giacopo Bresàdola, och fick sitt nu gällande namn av R. Kirschner & Oberw. 1999. Cylindrocarpostylus gregarius ingår i släktet Cylindrocarpostylus, divisionen sporsäcksvampar och riket svampar.   Inga underarter finns listade i Catalogue of Life.